# Short track ai XV Giochi olimpici invernali
Le competizioni di short track dei XV Giochi olimpici invernali si svolsero dal 22 al 25 febbraio 1988 presso il Max Bell Centre di Calgary in Canada. Fu la prima volta che lo sport dello short track apparve in un'edizione olimpica e venne introdotto come sport dimostrativo. Vennero assegnate medaglie in cinque specialità.

## Risultati

### Uomini
| Evento                | Oro                                                                       | Tempo | Argento                                                           | Tempo | Bronzo                                                              | Tempo |
| 500 metri             | Wilf O'Reilly                                                             |       | Mario Vincent                                                     |       | Tatsuyoshi Ishihara                                                 |       |
| 1.000 metri           | Wilf O'Reilly                                                             |       | Michel Daignault                                                  |       | Marc Bella                                                          |       |
| 1.500 metri           | Ki-Hoon Kim                                                               |       | Louis Grenier                                                     |       | Orazio Fagone                                                       |       |
| 3.000 metri           | Joon-Hoo Lee                                                              |       | Charles Veldhoven                                                 |       | Michel Daignault                                                    |       |
| staffetta 5.000 metri | Paesi Bassi Charles Veldhoven Peter van der Velde Jaco Mos Richard Suyten |       | Italia Roberto Peretti Enrico Peretti Orazio Fagone Hugo Herrnhof |       | Canada Louis Grenier Robert Dubreuil Mario Vincent Michel Daignault |       |

### Donne
| Evento                | Oro                                                                                 | Tempo | Argento                                                           | Tempo | Bronzo                                                               | Tempo |
| 500 metri             | Monique Velzeboer                                                                   |       | Eden Donatelli                                                    |       | Li Yan                                                               |       |
| 1.000 metri           | Li Yan                                                                              |       | Sylvie Daigle                                                     |       | Monique Velzeboer                                                    |       |
| 1.500 metri           | Sylvie Daigle                                                                       |       | Monique Velzeboer                                                 |       | Li Yan                                                               |       |
| 3.000 metri           | Eiko Shishii                                                                        |       | Sylvie Daigle                                                     |       | Maria Rosa Candido                                                   |       |
| staffetta 3.000 metri | Italia Maria Rosa Candido Gabriella Monteduro Barbara Mussio Maria Cristina Sciolla |       | Giappone Hiromi Takeuchi Eiko Shishii Yumiko Yamada Nobuko Yamada |       | Canada Sylvie Daigle Nathalie Lambert Eden Donatelli Marye Perreault |       |

## Medagliere
| Pos.   | Paese         | Oro | Argento | Bronzo | Totale |
| ------ | ------------- | --- | ------- | ------ | ------ |
| 1      | Paesi Bassi   | 2   | 2       | 1      | 5      |
| 2      | Corea del Sud | 2   | 0       | 0      | 2      |
| 2      | Gran Bretagna | 2   | 0       | 0      | 2      |
| 4      | Canada        | 1   | 6       | 3      | 10     |
| 5      | Italia        | 1   | 1       | 2      | 4      |
| 6      | Giappone      | 1   | 1       | 1      | 3      |
| 7      | Cina          | 1   | 0       | 2      | 3      |
| 8      | Francia       | 0   | 0       | 1      | 1      |
|        |               |     |         |        |        |
| Totale | Totale        | 10  | 10      | 10     | 30     |